# Chakal (brazilská hudební skupina)
Chakal (v českém překladu šakal) je brazilská thrash/groove metalová kapela založená v roce 1985 ve městě Belo Horizonte.
V roce 1986 vyšla první demonahrávka Children Sacrifice, debutové studiové album s názvem Abominable Anno Domini bylo vydáno v roce 1987.

## Diskografie
Dema
- Children Sacrifice (1986)
- Disorder Tape 87 (1987)
- Demo Tape 2012 (2012)

Studiová alba
- Abominable Anno Domini (1987)[2]
- The Man Is His Own Jackal (1990)
- Death Is a Lonely Business (1993)
- Deadland (2003)
- Demon King (2004)
- Destroy! Destroy! Destroy! (2013)
- Man Is a Jackal 2 Man (2017)

EP
- Living with the Pigs (1988)

Singly
- Possessed Landscape (2011)

Split nahrávky
- Warfare Noise (1986) – společně s brazilskými kapelami Sarcófago, Mutilator a Holocausto

Samplery
- The Lost Tapes of Cogumelo (1990) – společně s brazilskými kapelami Sepultura, Overdose, Sarcófago, Mutilator a Holocausto[3]